# Андреев, Алексей Викторович (художник)
Алексей Викторович Андреев (род. 1972, Чудово) — российский художник, работающий в технике цифровой живописи, использующий в творчестве технологии виртуальной и дополненной реальности.

## Биография
Алексей Андреев родился в Чудово Новгородской области в 1972 году. В 1994 году закончил Новгородский государственный университет, факультет архитектуры и дизайна. С 1989 года создает произведения в технике традиционной графики, используя тушь-перо и карандаш. В 2008 году начал работать в технике цифровой живописи в программе Adobe Photoshop, создавая как творческие работы, так и концепт-арт для кино. В 2016 году работал в качестве концепт-художника над сериалом «The Roadside Picnic», также начал создавать произведения с использованием дополненной и виртуальной реальности. С 2018 года начал заниматься созданием трехмерных цифровых инсталляций в пространстве дополненной реальности, используя для их создания скульптинг в виртуальной реальности с помощью Oculus Medium. Является арт-директором международного проекта Spheroid Universe, в котором курирует создание художниками инсталляций в пространстве дополненной реальности Земли.
Работы художника находятся в коллекции Государственного музея городской скульптуры, также представлены в галерее UGallery, США.

## Творчество

### Живопись
По направлению художника часто относят к сюрреалистам. Алексей Андреев работает в технике цифровой живописи, используя для создания своих картин компьютер и планшет, а также создает произведения с использованием виртуальной и дополненной реальности. Иллюстрации художника представляют собой фантазию на тему недалекого будущего, которое переплетается с современностью. Серию работ он посвятил Санкт-Петербургу, в котором проживает на данный момент.

### Кино
2006—2012 «Ку! Кин-Дза-Дза!» (полнометражный анимационный фильм, художник-постановщик
 по фонам и концепт-художник, режиссёр фильма — Георгий Данелия).
2014 «Зона», телевизионный сериал по мотивам повести А. и Б. Стругацких «Пикник на обочине» (художник-постановщик)
2014 «Twisted Dagger», не вышедший телевизионный сериал по мотивам произведений Лавкрафта (концепт-художник)
2016 «The Roadside Picnic», телевизионный сериал-экранизация повести братьев Стругацких «Пикник на обочине», Sony Pictures, режиссёр Алан Тейлор (концепт-художник)

### Печатные издания
Автор обложек полного собрания сочинений Аркадия и Бориса Стругацких
A Separate Reality Artbook
Публикации в журналах Magic-CG, Advanced Creation Photoshop
Артбук с дополненной реальностью «Движение миров»
Иллюстрированное издание «METRONOMICON»
Иллюстрированное издание «СПЕЦБИОТЕХ - METRONOMICON»
Автор обложек ART SCP американского издательства Paranormal Activity Books

### Книги
2012 A Separate Reality Artbook
2020 Артбук с дополненной реальностью «Движение миров»
2022 Артбук METRONOMICON
2023 Спецбиотех (METRONOMICON)
В 2023 году книга Метрономикон была удостоена премии «Золотой РОСКОН»

### Дополненная реальность
С помощью специального приложения картины Андреева начинают «оживать». При наведении камеры смартфона на них появляется видеоряд и звук.
На территории складов Рейнеке в Саратове существует цифровая инсталляция, которую также можно увидеть в дополненной реальности.

## Галерея

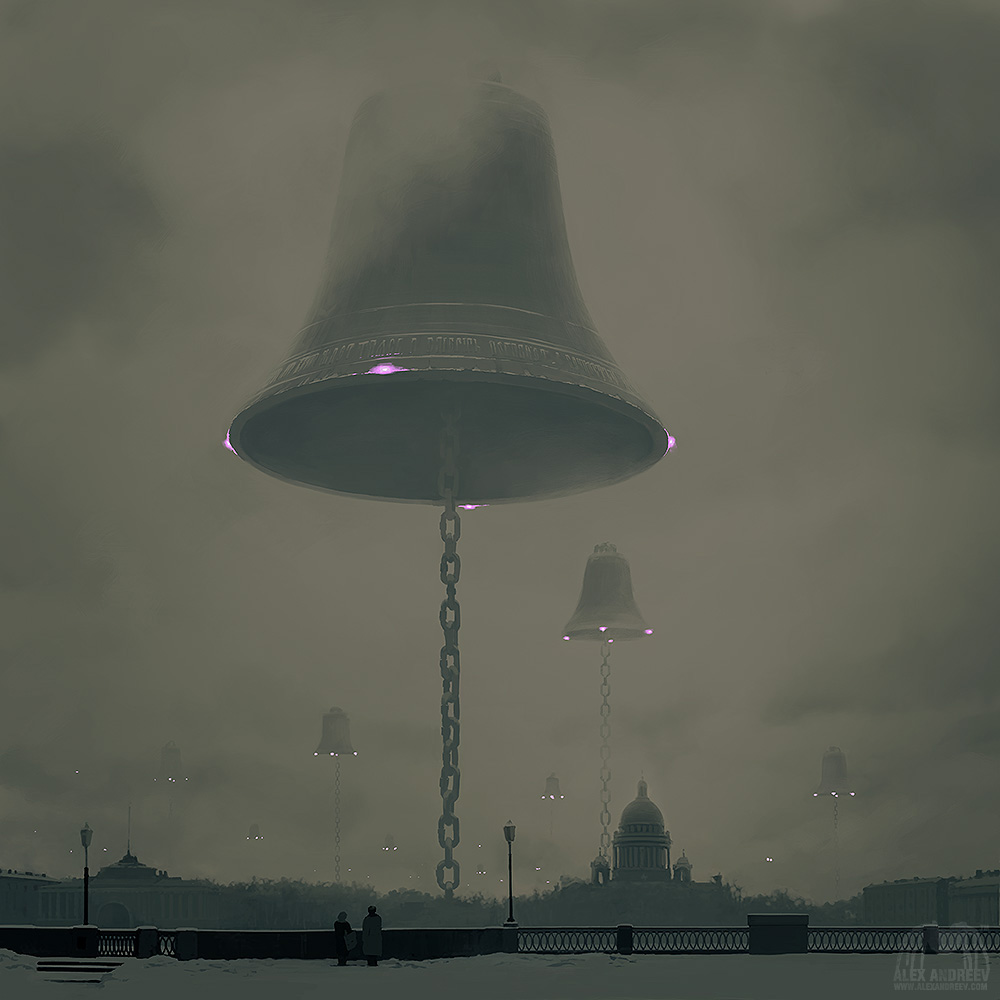
Dome 2016
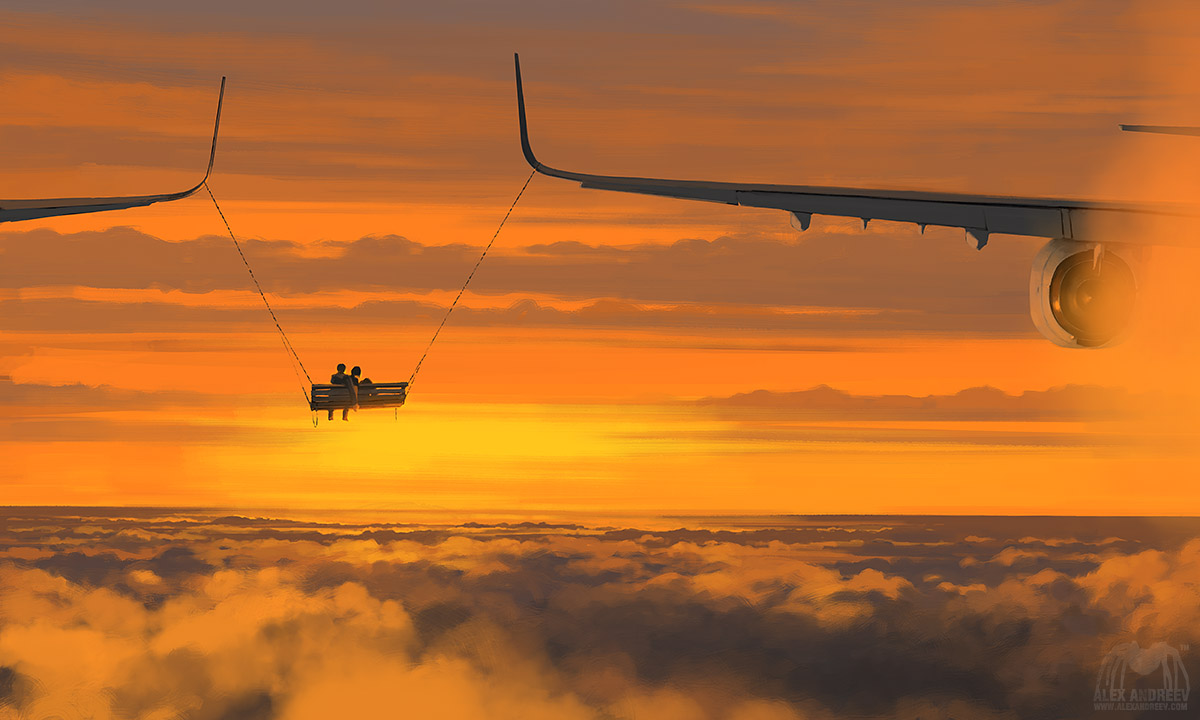
Teeter-Totter 2016
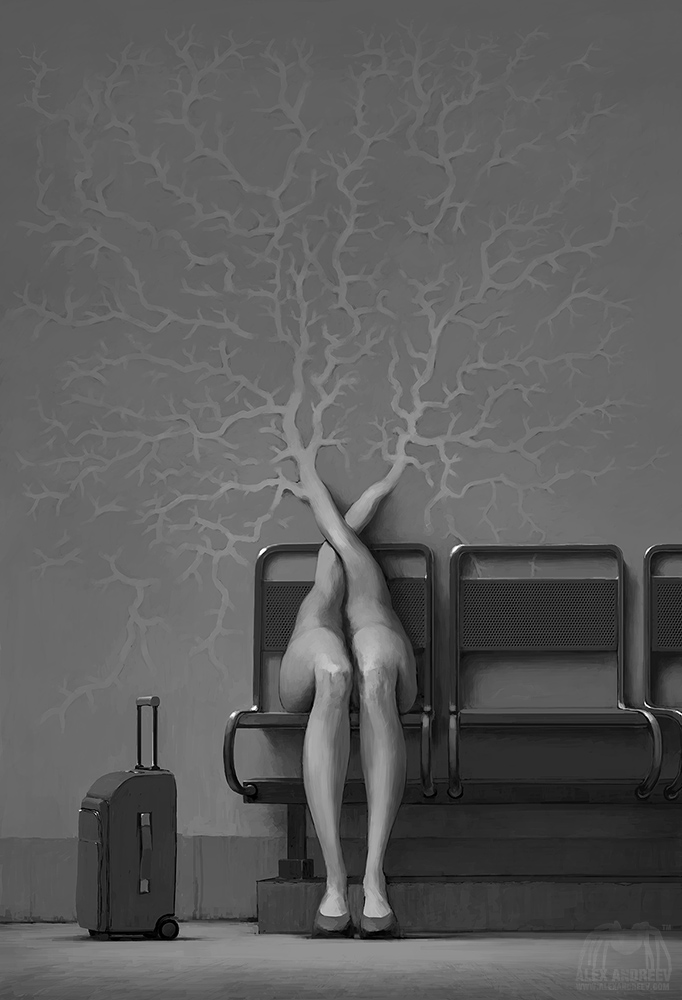
Waiting 2016
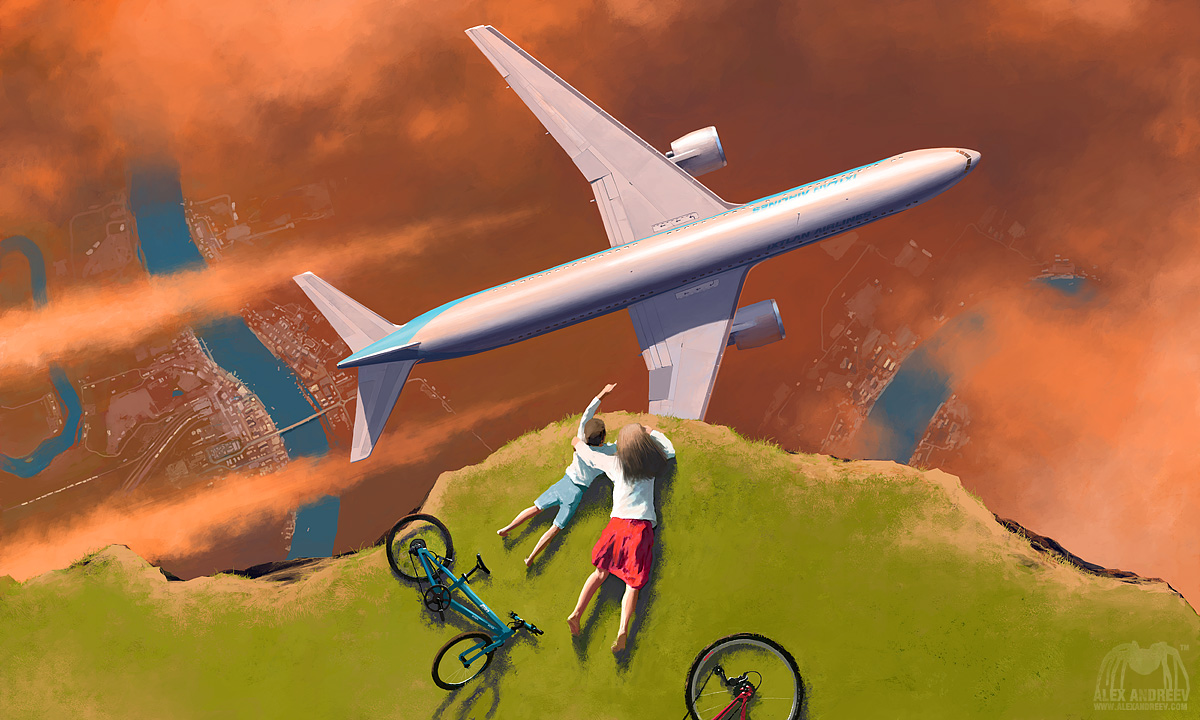
Pilots 2015
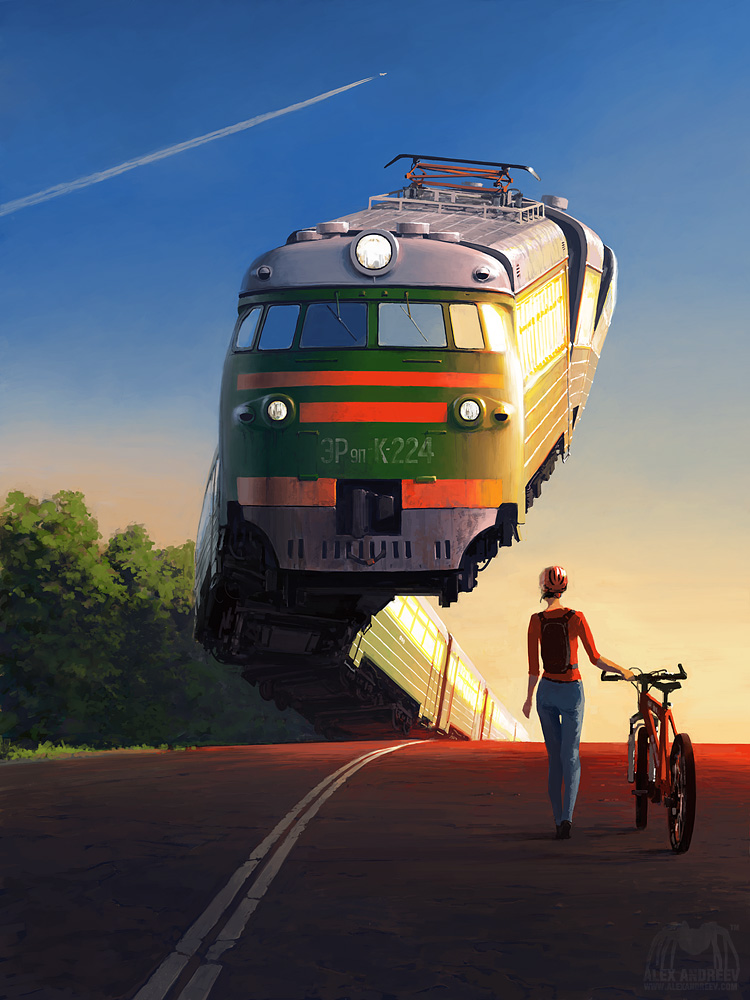
Vesper 2015
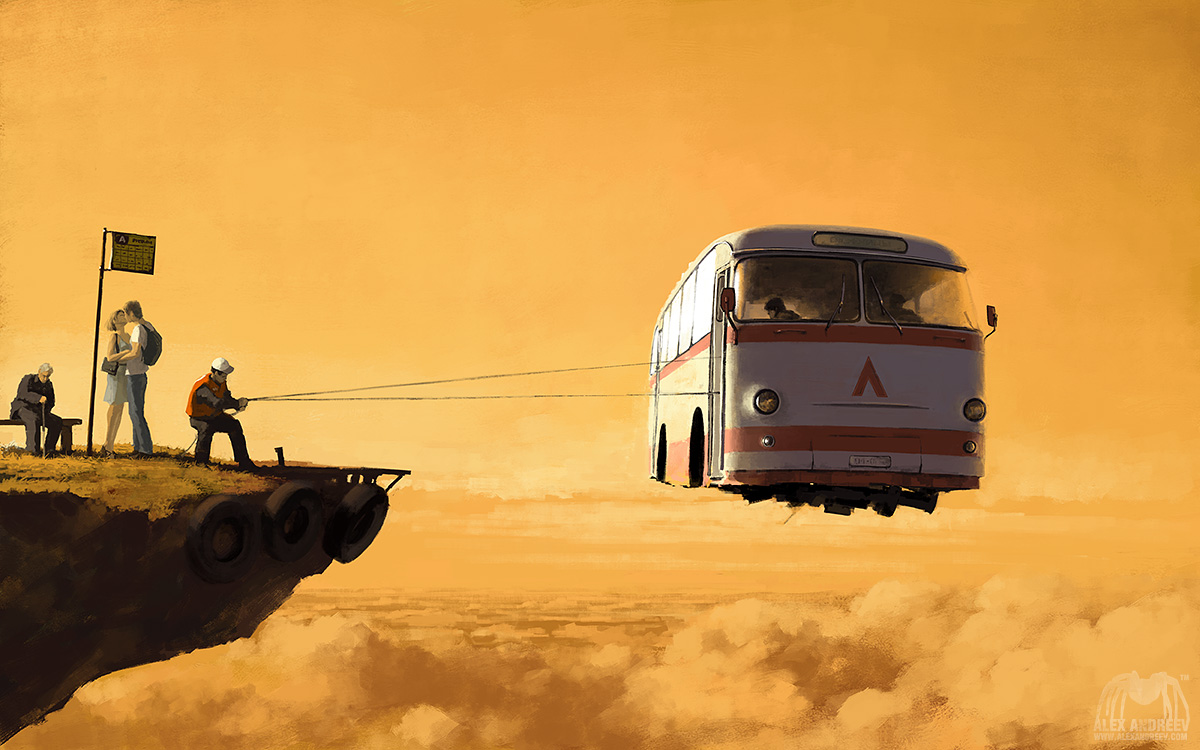
Route Two 2016
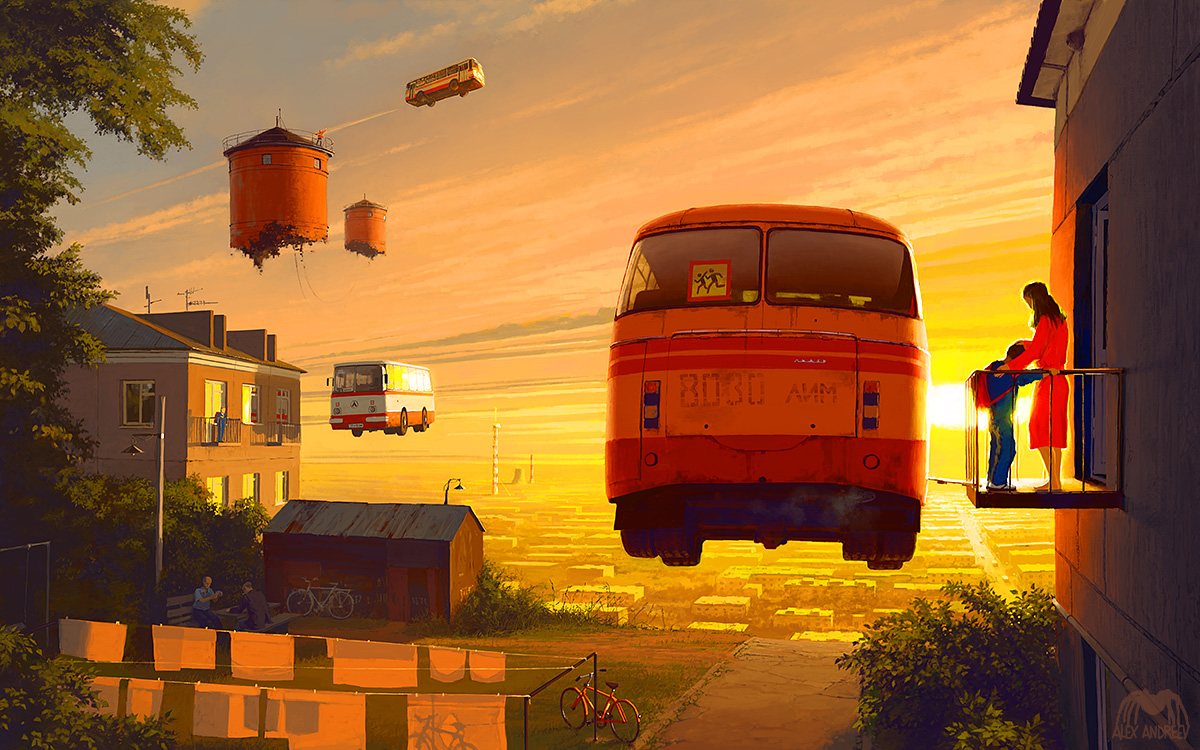
Homeland, 8:00 2017
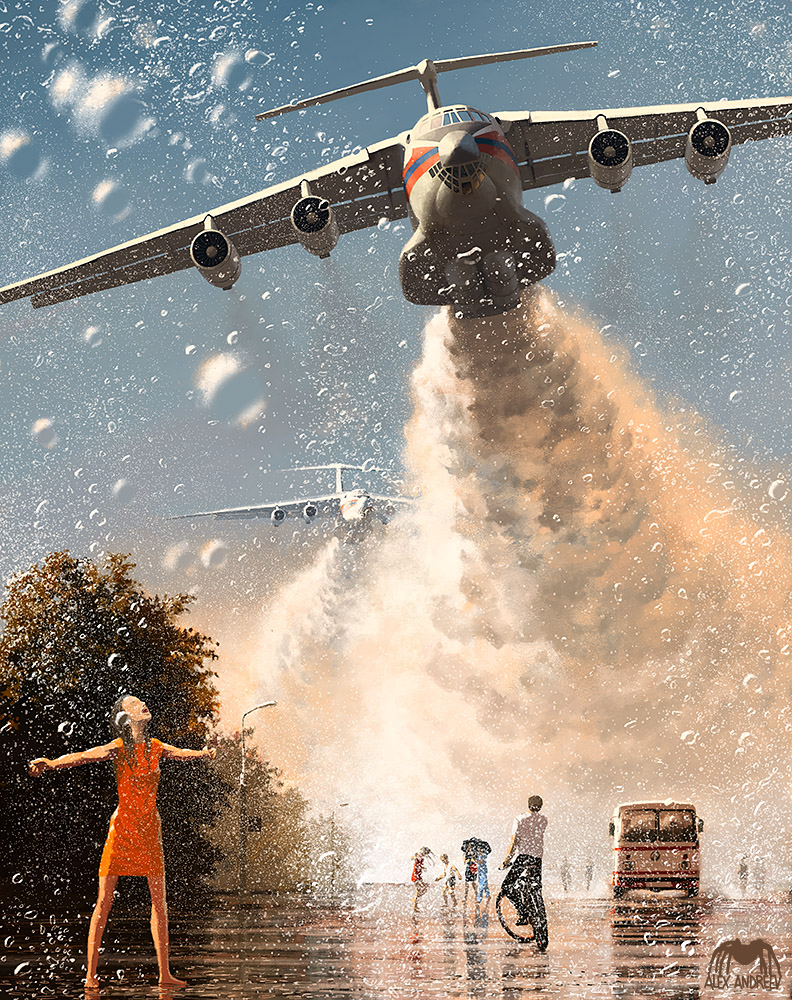
Water Day 2017
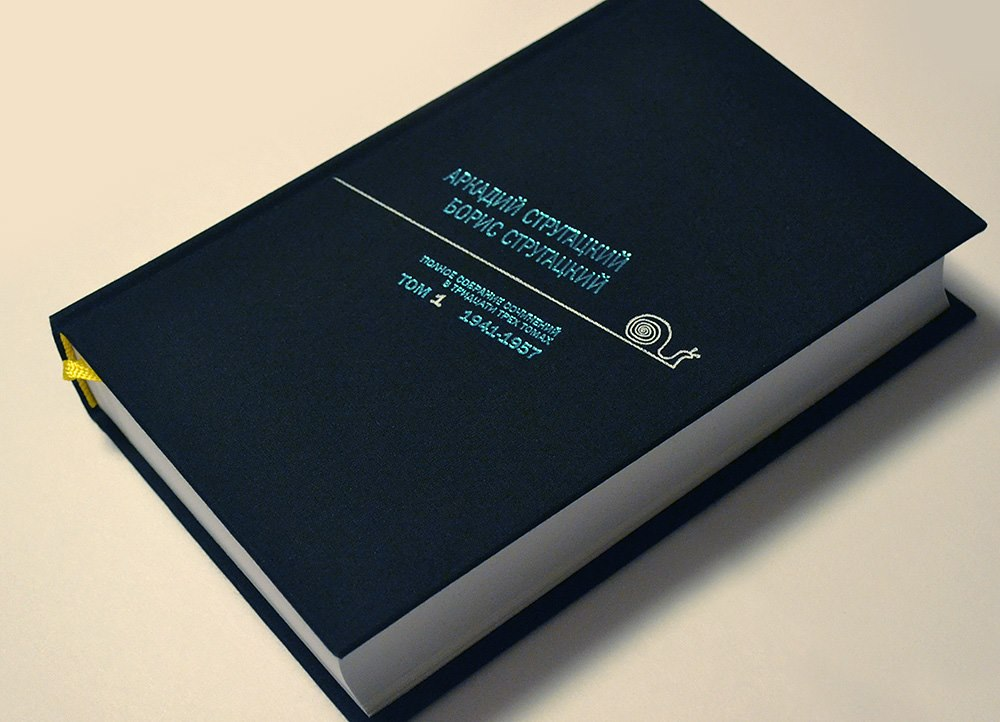
Обложка 1 тома братьев Стругацких
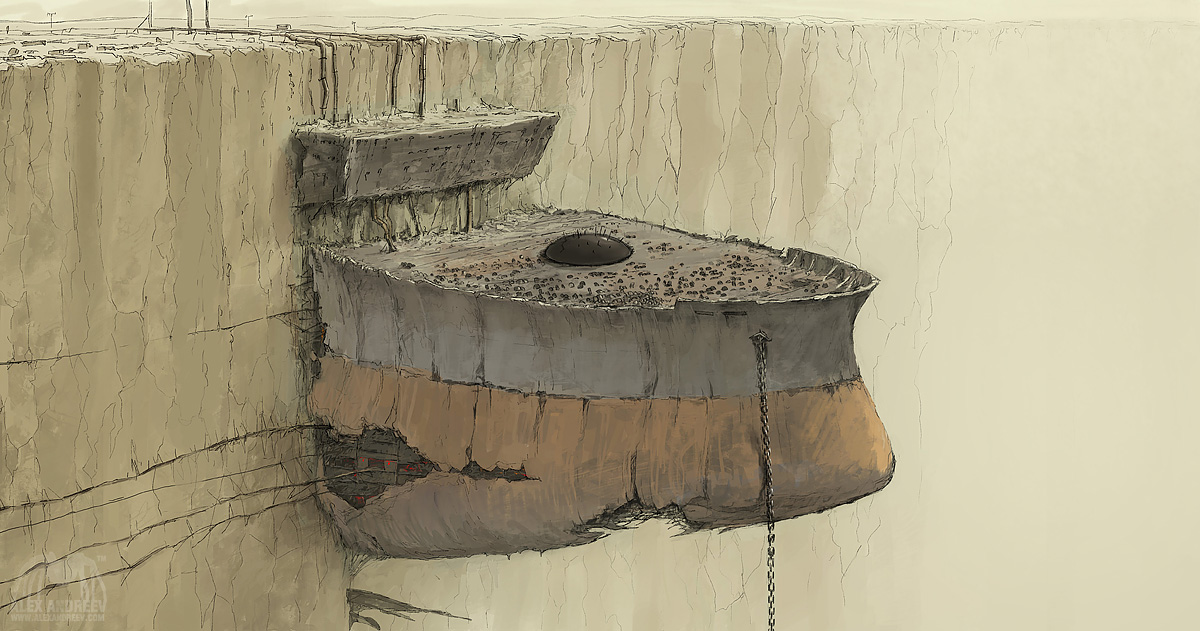
Концепт к Мультфильму «Ку! Кин-Дза-Дза» 2010
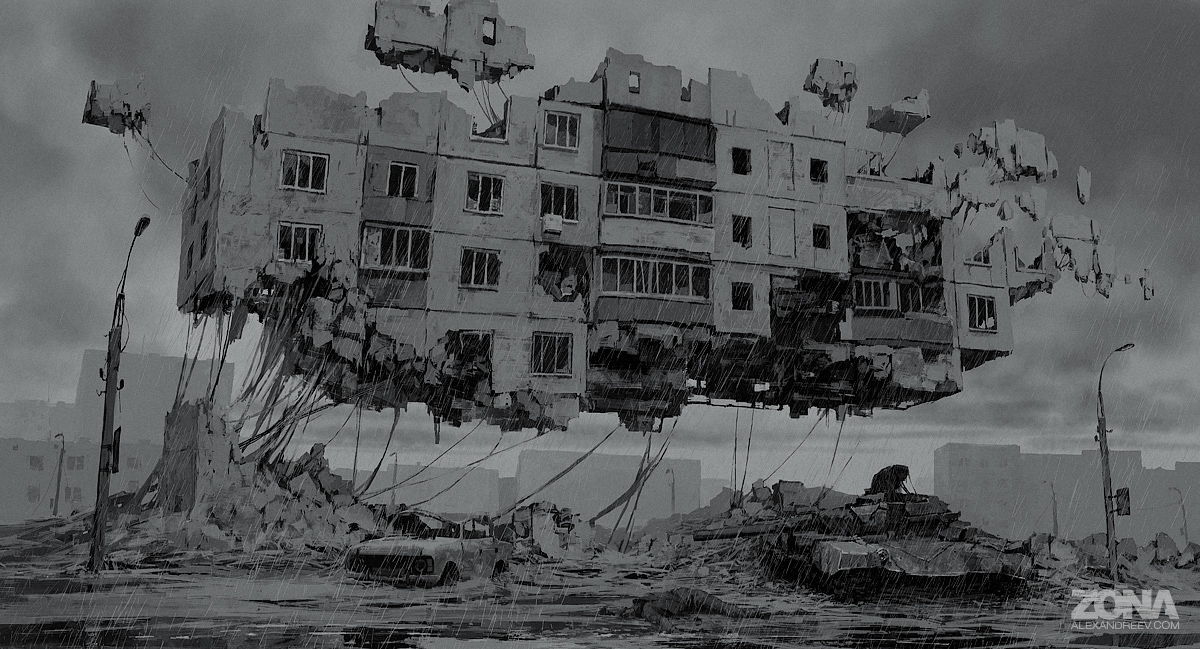
Концепт к сериалу«Зона» 2014
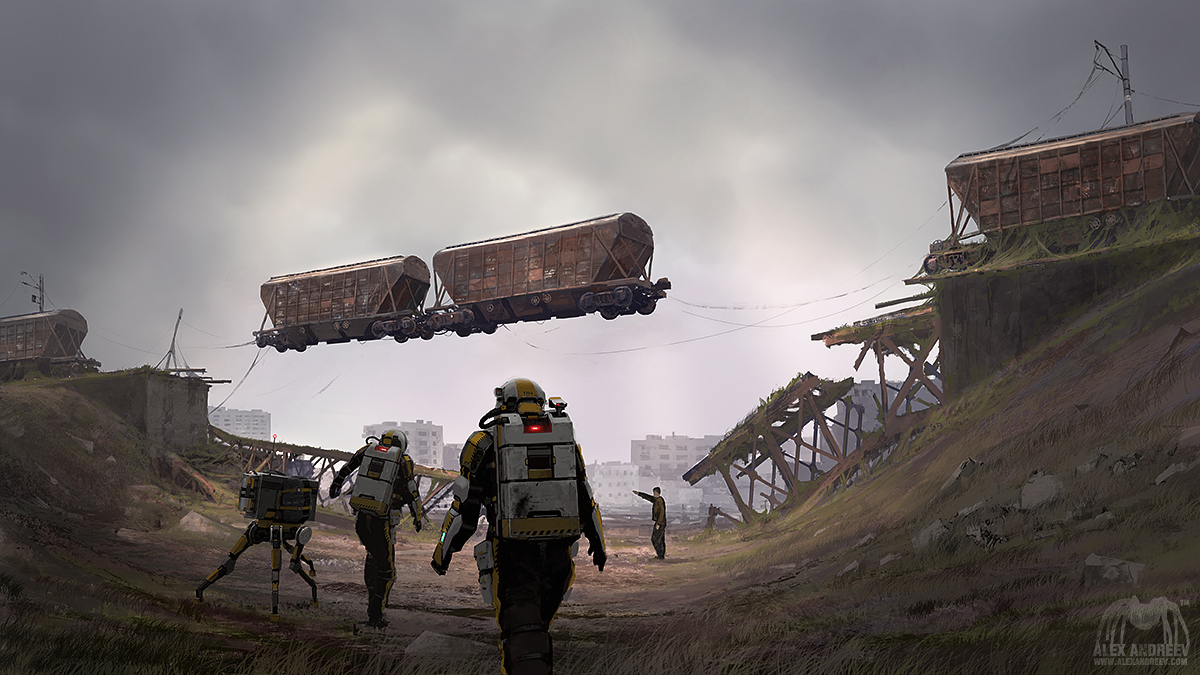
Концепт к сериалу «Пикник на обочине» 2015
Dome 2018
Commuter 2018
Something Here 2018

## Выставки
- 1993 Великий Новгород, НовГУ, персональная выставка
- 1993 Великий Новгород, НовГУ, персональная выставка «Черно-белые сны»
- 2002 Санкт-Петербург, галерея Валенсия, персональная выставка «Голова художника в разрезе»[29]
- 2014 Великий Новгород, персональная выставка «Отдельная реальность»
- 2014 Чудово, персональная выставка «Отдельная реальность»
- 2014 Варшава, персональная выставка «A Separate Reality»
- 2015 Санкт-Петербург, «Артмуза», «Генератор вселенных» (совместно с Игорем Ивановым)[30]
- 2015 Дрезден, персональная выставка «A Separate Reality»[31]
- 2015 Санкт-Петербург, центр современного искусства «Эрарта», «Metronomicon»[32]
- 2015 Москва, Центр Международной Торговли, в рамках Positive Hack Days 2015[33]
- 2015 Севастополь, персональная выставка «Отдельная реальность»[34]
- 2016 Москва, Центр Международной Торговли, в рамках Positive Hack Days 2016
- 2017 Москва, Центр Международной Торговли, в рамках Positive Hack Days 2017
- 2017 Гаосюн (Тайвань), персональная выставка в рамках AAD 2017
- 2017 Варшава, Планетарий Niebo Kopernika, персональная выставка «A Separate Reality»[35]
- 2017 Санкт-Петербург, кластер «Игры разума»[36]
- 2017 Санкт-Петербург, ТРК «Лондон Молл»[37]
- 2017 Астана, Назарбаев Университет[38]
- 2018 Санкт-Петербург, центр современного искусства «Эрарта»[39]
- 2018 Гаосюн, Тайвань, персональная выставка в рамках AAD 2018
- 2018 Караганда, Карагандинский университет[40]
- 2018 Хвалынск, «Живописный символизм. Цифра»[41]
- 2019 Стерлитамакская картинная галерея[42]
- 2019 Ижевск, выставочный центр «Галерея»[43]
- 2020 Санкт-Петербург, музей современного искусства «Эрарта»[44]
- 2021 Казань, Центр «Россия – моя история»[45]
- 2021 Тюмень - Тюменский государственный университет
- 2024 Новосибирск, Выставка "Движение миров", Пространство «Арт Ель»[46]